# Invalidenhaus (Wien)

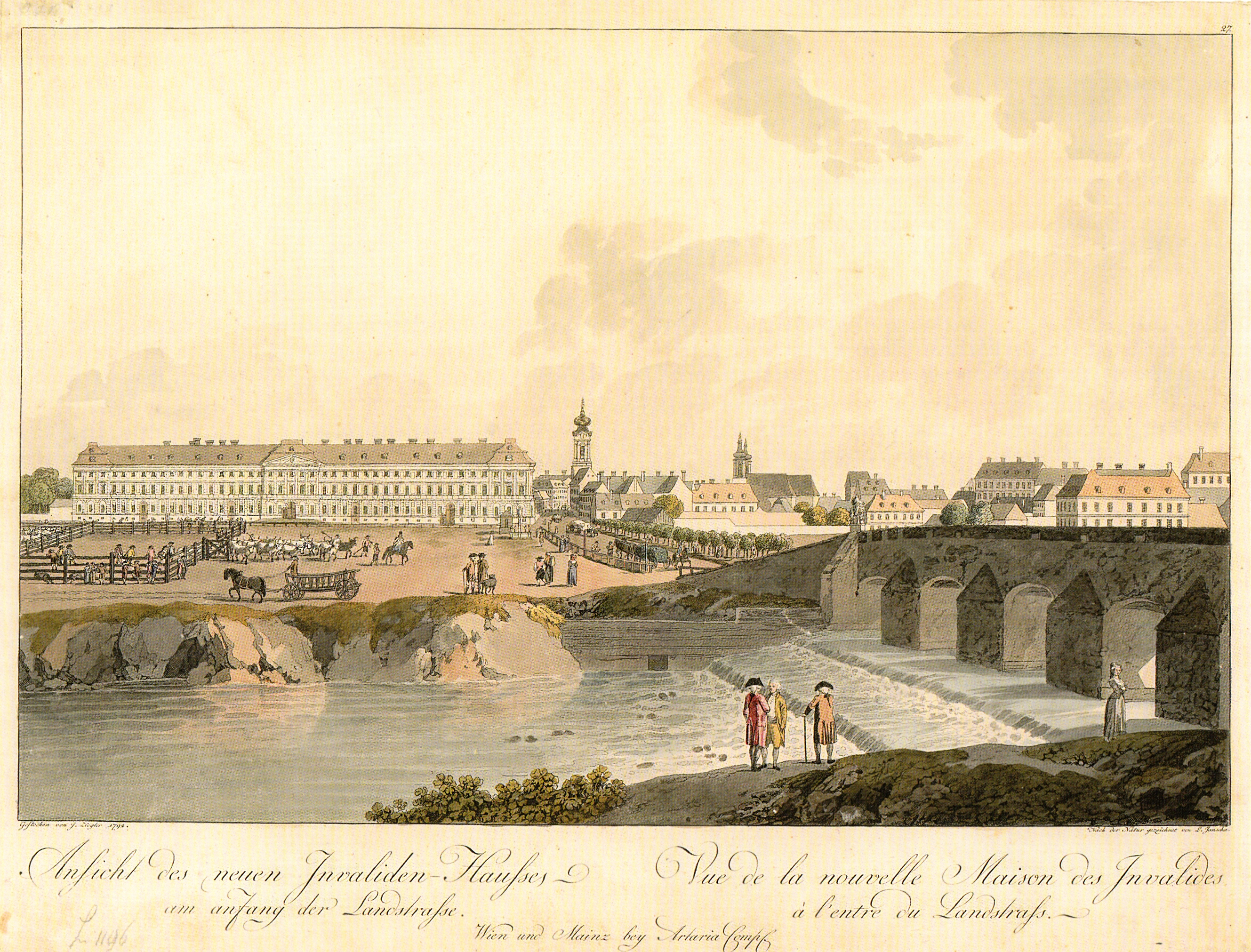
Das Invalidenhaus im Jahr 1792. J. Ziegler und Laurenz Janscha, Kupferstich und Radierung, koloriert.

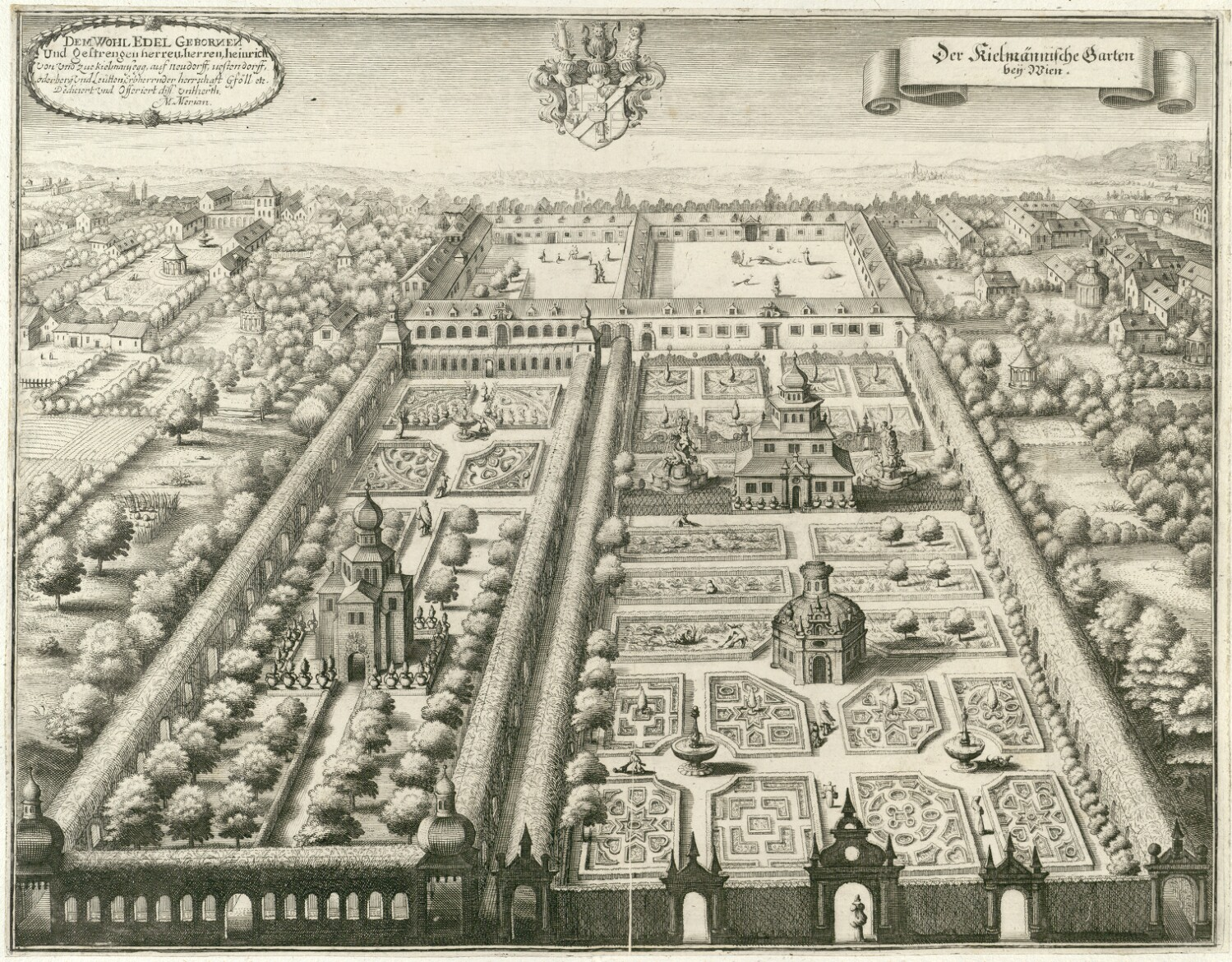
Der Kielmansegg'sche Garten. Kupferstich von Matthäus Merian aus Topographia Provinciarum Austriacarum, 1679.

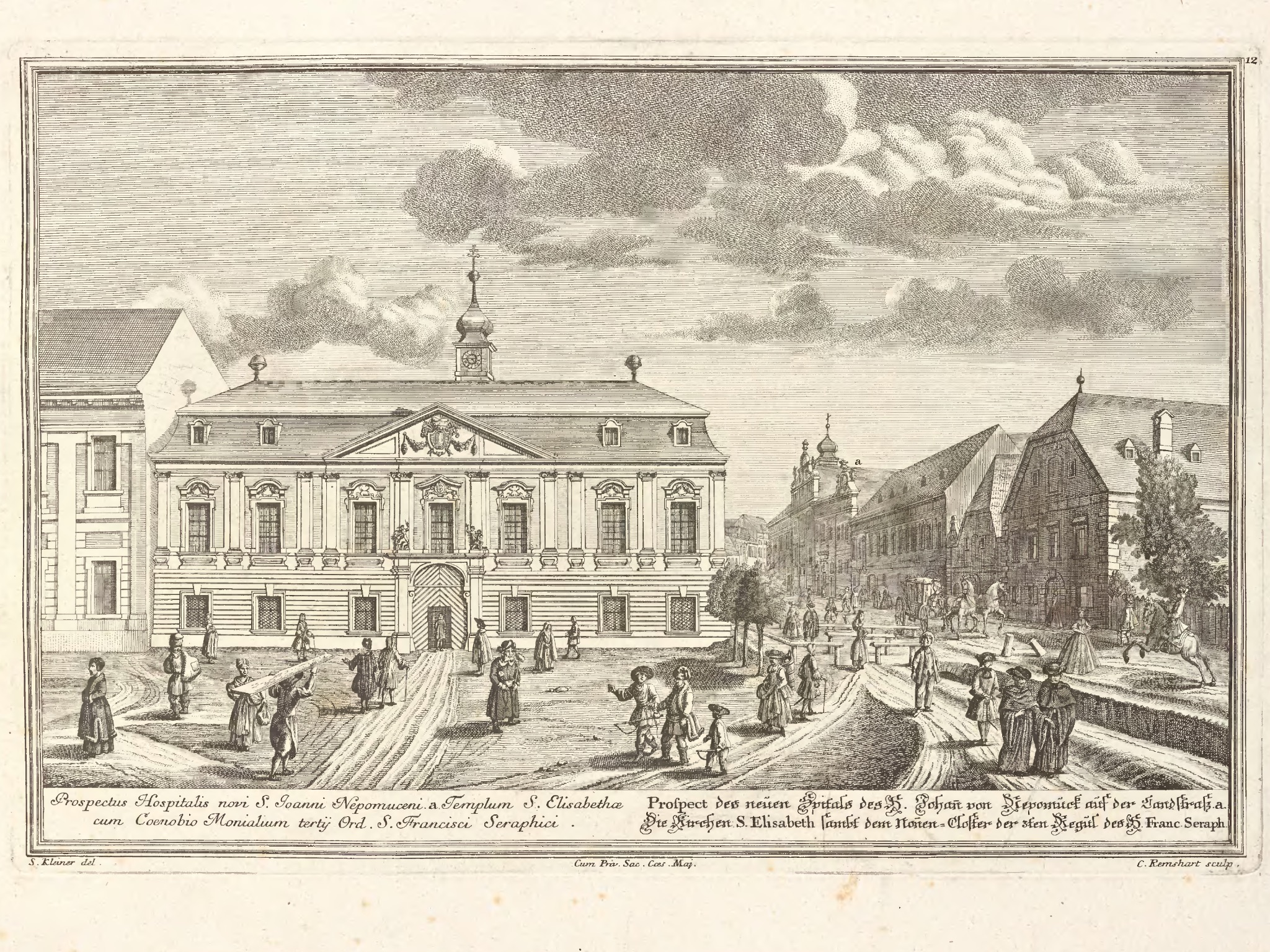
Das Nepomucenispital in einem Stich von Salomon Kleiner (1733). Rechts die Landstraßer Hauptstraße mit der Elisabethinenkirche im Hintergrund.

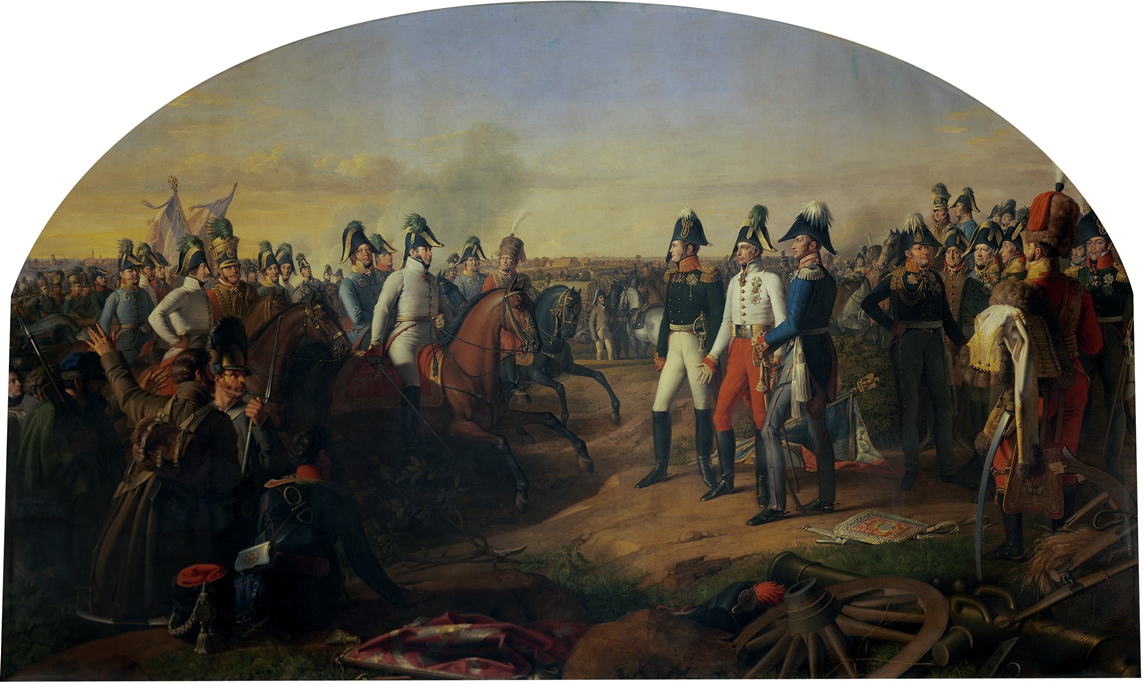
Johann Peter Krafft: Siegesmeldung in der Schlacht bei Leipzig. Ehemals Invalidenhaus Wien, heute Heeresgeschichtliches Museum.

Das Invalidenhaus Wien war eine Versorgungsanstalt für Militärinvaliden in Wien-Landstraße. Es wurde 1787 unter Kaiser Joseph II. eröffnet und 1909 abgebrochen.

## Geschichte
Im 16. und 17. Jahrhundert befand sich um die Gegend der heutigen Invalidenstraße und des Bahnhofs Wien-Mitte eine adlige Sommerresidenz mit einer ausgedehnten Gartenanlage, dem Kielmannsegg'schen Garten. Diese wurde im Zuge der Zweiten Türkenbelagerung 1683 vollkommen zerstört. In der Folge wurde an seiner Stelle ein Sommerpalais des Grafen Paar errichtet. Prinz Maximilian von Hannover erwarb das Anwesen im Jahr 1726 und verkaufte es bereits im Jahr darauf an den Erzbischof von Wien, Kardinal Sigismund von Kollonitz. Dieser plante, hier ein Armenhaus einzurichten. Bei der Aufbringung des Kaufpreises von 42.000 Gulden wurde er von Kaiser Karl VI. und anderen vermögenden Wohltätern unterstützt. Nach einigen Um- und Ausbauten wurde das Palais seiner neuen Bestimmung als Armenhaus übergeben: Der Kardinal führte die Armen am 11. März 1727 in einer großen Prozession von ihrer bisherigen Heimstätte im „Münzwardeinhaus“ in Gumpendorf, an das heute noch die Münzwardeingasse erinnert, in das neue Versorgungshaus. Im Inneren befand sich eine dem heiligen Nepomuk geweihte Kapelle, weshalb das Armenhaus auch als „Nepomucenispital“ bekannt war.
Im Zuge der Professionalisierung des Armen- und Krankenwesens unter Kaiser Joseph II. gegen Ende des 18. Jahrhunderts wurden mehrere Großeinrichtungen geschaffen, darunter das Allgemeine Krankenhaus mit dem Narrenturm. Im Jahre 1783 beschloss Joseph II. die Errichtung einer Versorgungsanstalt für Militärinvaliden an der Stelle des Armenhauses. Dieses wurde 1784 geschlossen, die Armen wurden in das neu errichtete Bürgerversorgungshaus in der Währinger Straße transferiert. Das bisherige Armenhaus, ein einstöckiges Gebäude mit sieben Fensterachsen, wurde durch den Baumeister Josef Gerl zu einem zweistöckigen Monumentalbau erweitert, dessen vielachsige Front bis zur heutigen Marxergasse reichte. 1787 waren die Umbauten beendet und die Übersiedlung der Militärinvaliden aus ihrer bisherigen Versorgungsanstalt in der Alservorstadt begann.
Das Invalidenhaus wurde streng militärisch geführt. Ab 1804 befand sich unmittelbar vor der Front des Hauses, an der Stelle des heutigen Bahnhofs Wien Mitte, der Hafen des Wiener Neustädter Kanals, ab 1857 die Verbindungsbahn in Hochlage. Nach den napoleonischen Kriegen wurde bei der Ausgestaltung besonderen Wert auf patriotische Motive gelegt: Am 18. Oktober 1817, zum 4. Jahrestag der Völkerschlacht bei Leipzig, wurde im großen Saal im ersten Stock, dem „Ehrensaal“, ein Monumentalgemälde „Siegesmeldung in der Schlacht bei Leipzig“ von Johann Peter Krafft angebracht, später gegenüber noch ein zweites Monumentalgemälde Kraffts, der „Sieg bei Aspern“. In diesem Saal wurden auch acht Marmorbüsten österreichischer Feldherren von Josef Klieber aufgestellt (Raimondo Montecuccoli, Ludwig Wilhelm von Baden-Baden, Guido von Starhemberg, Eugen von Savoyen, Ludwig Andreas von Khevenhüller, Leopold von Daun, Gideon Ernst von Laudon und Moritz von Lacy).
1909 wurde das Invalidenhaus aufgelassen und wegen Baufälligkeit abgerissen. Die Insassen wurden in das neue „Kriegsinvalidenhaus“ (siehe auch Invalidenhauskirche) in die Fasangartengasse 101 nach Hietzing übersiedelt. Auch die Gemälde und Büsten kamen dorthin. Bei den Gemälden stellte sich allerdings heraus, dass sie für das neue Invalidenhaus zu groß waren. Sie wurden durch kleinere Kopien ersetzt, die monumentalen Originalgemälde wurden dem Heeresgeschichtlichen Museum Wien zugewiesen, wo sie heute einen Bestandteil der Dauerausstellung im Saal der Revolutionen bilden.
Nach dem Abbruch des Gebäudes wurde das Gelände parzelliert, die Ditscheinergasse und die Grailichgasse wurden neu angelegt. 1911/12 wurden es einheitlich mit fünfgeschoßigen großbürgerlichen repräsentativen Zinshäusern verbaut (Invalidenstraße 1 bis 11 und Untere Viaduktgasse 6 bis 16). Diese Zinshäuser in Formen der Wiener Werkstätte mit neoklassizistischen Anklängen sind – ausgenommen die Häuser an der Ecke zur Landstraßer Hauptstraße (Invalidenstraße 11 und Untere Viaduktgasse 16) – weitgehend unverändert erhalten.